# Воскресенское (поселение, Москва)
Поселе́ние Воскресе́нское — поселение в составе района Коммунарка Новомосковского административного округ Москвы. 
Первоначально как самостоятельное муниципальное образование сельское поселение Воскресенское было создано в 2005 году и включило 9 населённых пунктов позже упразднённых Воскресенского и Сосенского сельских округов. 
1 июля 2012 года было включено в состав города Москвы как отдельная административно-территориальная единица с административным центром «Посёлок подсобного хозяйства Воскресенское», в ходе реализации проекта по расширению города Москвы.  
С 8 мая 2024 года, в процессе административно-территориальной реформы ТиНАО, было упразднено и включено в состав района Коммунарка и Щербинка. Административный центр упразднен. Правопреемником поселения Воскресенское являются органы местного самоуправления и управа района Коммунарка.

## Географические данные
Общая площадь — 24,82 км². Муниципальное образование находится в центральной части Новомосковского административного округа, а также включает тонкую полоску на восток вдоль южной границы городского округа Щербинка до Московской области (до 1 июля 2012 года эта полоска соединяла две части Ленинского района Московской области). Поселение граничит:
- с районом Южное Бутово города Москвы (на северо-востоке)
- с посёлком Коммунарка города Москвы (на северо-востоке)
- с поселением Сосенское города Москвы (на севере)
- с поселением Десёновское города Москвы (на юго-западе)
- с поселением Рязановское города Москвы (на юге)
- с поселением Щербинка города Москвы (на востоке, а также север тонкой полоски)
- с Ленинским районом Московской области (северо-восток полоски)
- с городским округом Подольск Московской области (юго-восток и восток полоски)

## Население
| 2010    | 2012    | 2013    | 2014  | 2015  | 2016  | 2017  | 2018  | 2019  | 2020    |
| ------- | ------- | ------- | ----- | ----- | ----- | ----- | ----- | ----- | ------- |
| 6872    | ↗7121   | ↗7455   | ↗7495 | ↗7842 | ↗8793 | ↗8854 | ↗9716 | ↗9822 | ↗10 037 |
| 2021    | 2023    | 2024    |       |       |       |       |       |       |         |
| ↗19 160 | ↗20 317 | ↘19 919 |       |       |       |       |       |       |         |

### Национальный состав
По итогам переписи населения 2020 года проживали следующие национальности (национальности менее 0,1 % и другое, см. в сноске к строке «Другие»):
| Национальность | Численность, чел. | Доля     |
| -------------- | ----------------- | -------- |
| Русские        | 11 996            | 62,61 %  |
| Армяне         | 229               | 1,20 %   |
| Таджики        | 106               | 0,55 %   |
| Татары         | 92                | 0,48 %   |
| Украинцы       | 62                | 0,32 %   |
| Грузины        | 50                | 0,26 %   |
| Узбеки         | 36                | 0,19 %   |
| Азербайджанцы  | 34                | 0,18 %   |
| Чеченцы        | 27                | 0,14 %   |
| Ингуши         | 21                | 0,11 %   |
| Другие         | 6507              | 33,96 %  |
| Итого          | 19 160            | 100,00 % |

## Состав поселения
| № | Населённый пункт | Тип населённого пункта  | Население |
| - | ---------------- | ----------------------- | --------- |
| 1 | Городище         | деревня + ТСЖ «Каменка» | ↗124      |
| 2 | Губкино          | деревня                 | ↗23       |
| 3 | Каракашево       | деревня                 | ↗22       |
| 4 | Князево          | деревня                 | 0         |
| 5 | Лаптево          | деревня                 | ↗44       |
| 6 | Милорадово       | деревня                 | ↗8        |
| 7 | Расторопово      | деревня                 | ↗59       |
| 8 | Язово            | деревня                 | ↗39       |
| 9 | Ямонтово         | деревня                 | ↗224      |

В приложении № 1 к постановлению Правительства Москвы № 353-ПП от 25.07.2012 «Об утверждении перечней населённых пунктов и улиц Троицкого и Новомосковского административных округов города Москвы, используемых для адресации зданий и сооружений», также указываются посёлок Воскресенское и деревня Каменка, которые, однако, отсутствуют в ОКАТО и законах Московской области.
Также в состав поселения входит не находящийся на территории населённых пунктов жилой комплекс Новое Бутово.

## История

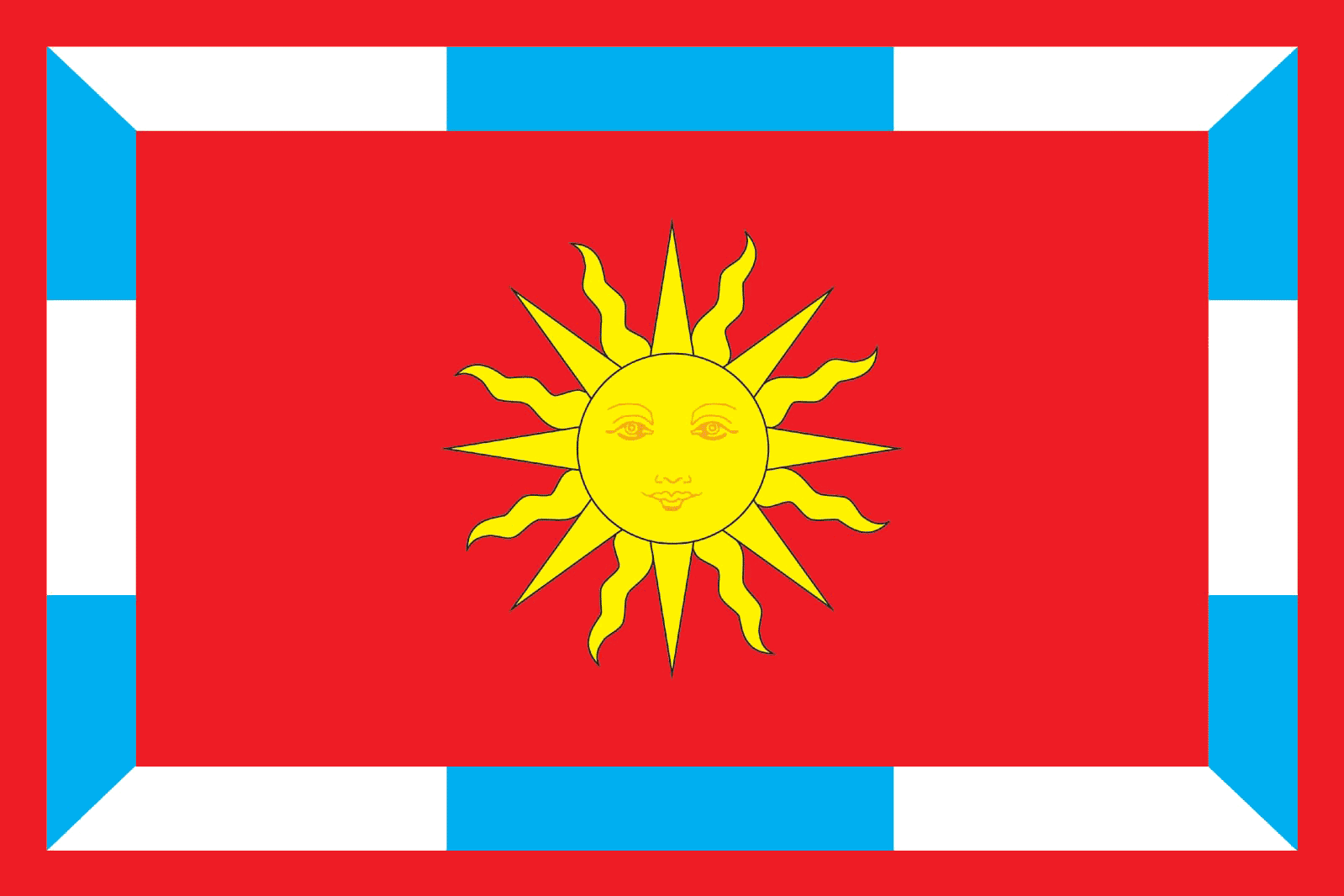
Флаг поселенияФлаг и герб поселения до мая 2024 года

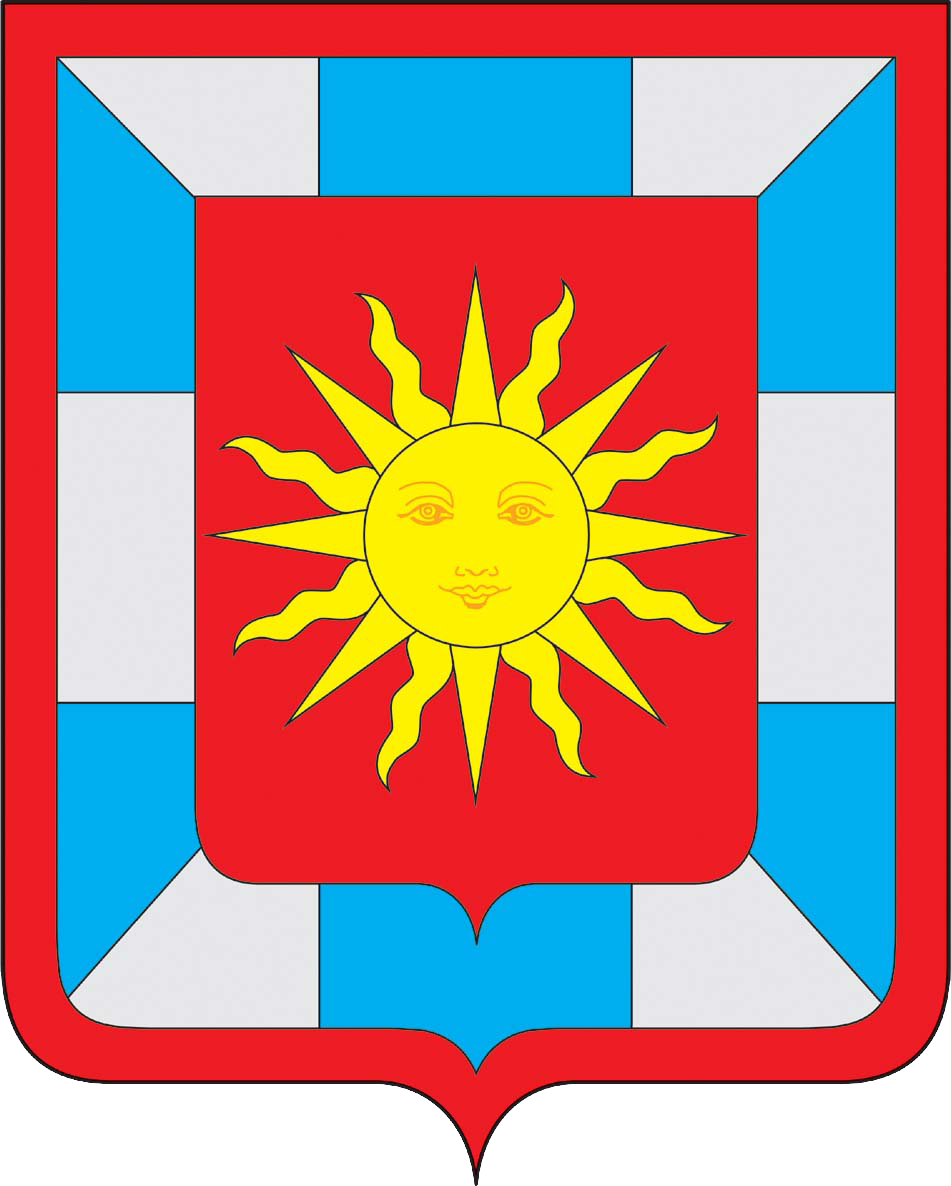
Герб поселения

Воскресенский сельсовет был образован в составе Ленинского района Московской области решением Московского областного исполнительного комитета от 25 октября 1984 года № 1405 на территории населённых пунктов Воскресенское, Городище, Губкино, Каракашево, Лаптево, Расторопово и Ямонтово, выведенных из Сосенского сельсовета.
Постановлением от 3 февраля 1994 года № 7/6 Московская областная дума утвердила положение о местном самоуправлении в Московской области, согласно которому сельсоветы как административно-территориальные единицы были преобразованы в сельские округа.
Постановлением губернатора Московской области от 5 июня 2003 года № 126-ПГ на территории Воскресенского сельского округа была образована новая деревня, которой постановлением Московской областной думы от 9 июля 2003 года № 23/64-П и утверждающим его постановлением Правительства Российской Федерации от 10 ноября 2004 года № 614 было присвоено название Милорадово. Постановлением губернатора от 14 декабря 2004 года № 264-ПГ деревня была включена в учётные данные административно-территориальных и территориальных единиц Московской области.
В рамках реформы местного самоуправления и в соответствии с Законом Московской области от 28 февраля 2005 года № 79/2005-ОЗ «О статусе и границах Ленинского муниципального района и вновь образованных в его составе муниципальных образований» на территории Ленинского района было образовано сельское поселение Воскресенское с административным центром в посёлке подсобного хозяйства «Воскресенское», в состав которого вошли 9 населённых пунктов позже упразднённых Воскресенского и Сосенского сельских округов.
В 2007 году на территории поселения был образован новый населённый пункт — деревня Князево.
С 1 июля 2012 года сельское поселение Воскресенское вошло в состав Новомосковского административного округа Москвы, при этом из его названия было исключено слово «сельское».
С 8 мая 2024 года входит в состав муниципального района Коммунарка города Москвы.

## Парки и общественные пространства
В 2018 году в поселении обустроили парк вдоль набережной реки Цыганки (Язовки). Общая площадь территории составила более 8 га. Здесь оборудовали детские площадки, пикниковые точки, футбольное поле и тренажёрные зоны. Вдоль реки проложили волнообразный деревянный настил, установили кресла-«коконы» и лавочки. В парковой зоне обустроили амфитеатр с эстрадной площадкой. Кроме того, в 2020 году на территории набережной установили дополнительные обновленные малые архитектурные формы. Работы провели в три этапа. Первый этап касался территории вблизи домов № 10, 12, 4а и 6. Второй и третий этапы охватили территории за храмом Воскресения Христова и лесную зону. В парке установлена детская площадка с песчаным покрытием, горками и мини-скалодромом, а также тарзанка. В пикниковой зоне расположены мангалы.